# Autostreptus yanezi
Autostreptus yanezi är en mångfotingart som beskrevs av Demange och Silva 1971. Autostreptus yanezi ingår i släktet Autostreptus och familjen Spirostreptidae. Inga underarter finns listade i Catalogue of Life.